# (1016) Anitra
(1016) Anitra es un asteroide perteneciente al cinturón de asteroides descubierto por Karl Wilhelm Reinmuth el 31 de enero de 1924 desde el observatorio de Heidelberg-Königstuhl, Alemania.

## Designación y nombre
Anitra fue designado inicialmente como 1924 QG.
Más tarde se nombró por Anitra, bailarina del drama Peer Gynt del escritor noruego Henrik Ibsen.

## Características orbitales
Anitra orbita a una distancia media de 2,22 ua del Sol, pudiendo alejarse hasta 2,503 ua y acercarse hasta 1,936 ua. Su inclinación orbital es 6,037° y la excentricidad 0,1276. Emplea 1208 días en completar una órbita alrededor del Sol.
Anitra forma parte de la familia asteroidal de Flora.